# Lauren Potter
Lauren Elizabeth Potter (Inland Empire, 10 de maio de 1990) é uma atriz norte-americana, mais conhecida pelo seu papel de "Becky Jackson" na série de televisão Glee.

## Biografia
Nascida e criada no sul da Califórnia, Potter formou-se na Riverside Polytechnic High School em Riverside, na Califórnia. Estava estudando na Irvine Valley College em Irvine, também na Califórnia. Potter é portadora de síndrome de Down.

## Carreira
Potter interpretou Becky Jackson, uma líder de torcida com síndrome de Down, no série de TV Glee. A treinadora das líderes de torcida, Sue Sylvester (interpretada por Jane Lynch) se interessa por Becky, pois a irmã mais velha de Sue, Jean, também tem síndrome de Down.  
Em novembro de 2011, o presidente Barack Obama designou a Potter o Comitê do Presidente para Pessoas com Inaptidões Intelectuais onde ela aconselhará para Casa Branca assuntos relacionadas à população com inaptidões intelectuais.

## Filmografia

### Cinema
| Ano  | Título                              | Papel              | Notas                |
| ---- | ----------------------------------- | ------------------ | -------------------- |
| 2007 | Mr. Blue Sky                        | Jovem Andra Little |                      |
| 2007 | "Law & Order: Special Victims Unit" | Criança envenenada | Pequena participação |

### Televisão
| Ano       | Título             | Papel         | Notas                       |
| --------- | ------------------ | ------------- | --------------------------- |
| 2009-2015 | Glee               | Becky Jackson | 1º temporada - 6º temporada |
| 2012      | Leader of the Pack | Jenny         |                             |